# 부국철강
부국철강(Bookook Steel)은 대한민국의 열연·냉연 코일기업이다. 본사는 광주시 광산구 하남산단9번로 90 (안청동)에 위치해 있으며 대표이사는 남상규이다. 부국철강의 대표가 이낙연 전 대표의 고등학교 동문이라는 이유로 이낙연 테마주로 여겨진다

## 같이 보기
- 이낙연

## 참고문헌
1. ↑  이명화, 부국철강, 23년 매출액 1,914억 원 기록, 스틸데일리, 2024.3.19
2. ↑  윤하늘, 부국철강, 이낙연 신당 기대감에 급등, 에너지경제신문, 2023.12.11